# Frottage (arte)
Il frottage è una tecnica di disegno e pittura basata sul principio dello sfregamento. Già conosciuta nella antica Cina e nella Grecia classica, dove veniva utilizzata per ricavare delle copie di bassorilievi su carta di riso o pergamena, venne riscoperta in epoca moderna dall'artista tedesco Max Ernst.

## Tecnica e materiali di base
Questa tecnica consiste nel sovrapporre un certo supporto, come un foglio di carta o una tela a una superficie che abbia dei rilievi più o meno marcati, come della pietra, del legno o qualsiasi cosa che non sia liscia.
Utilizzando delle matite di varia morbidezza, pastelli, gessetti, contè o carboncini, si sfregherà il supporto, lasciando affiorare a poco a poco i rilievi della superficie sottostante. Il risultato di tale procedimento consente di ottenere dei disegni e delle texture chiaroscurate e sfumate e delle immagini in larga misura casuali e imprevedibili.
Oltre che a essere usato semplicemente per produrre immagini grafiche particolari, il frottage può essere anche il punto di partenza e la base per realizzare opere più elaborate, in un arco maggiore di tempo. Un altro modo di utilizzare questa tecnica consente di arricchire zone e particolari di disegni e quadri con trame o motivi grafici.

## Ernst e il Surrealismo
(Max Ernst, "Au-delà de la peinture", Cahiers d'Art, 1937)
Il frottage fu riscoperto come tecnica artistica dall'artista surrealista Max Ernst. Osservando il pavimento di legno della sua camera egli vi appoggiò sopra un foglio di carta su cui sfregò con una matita ottenendo una copia del rilievo, da questa semplice esperienza egli intuì le infinite possibilità che ne potevano derivare.
Ernst chiamò questa tecnica frottage, con essa realizzò negli anni '20 una serie di lavori che avevano come immagine ricorrente la foresta, pubblicati nel suo "Histoire Naturelle". 
Utilizzando questa tecnica egli attua in ambito pittorico il principio surrealista dell'automatismo psichico, già presente in forma letteraria con la scrittura automatica dei poeti surrealisti.

## Tecnica avanzata
La tecnica avanzata è quella ideata per l'appunto da Max Ernst, si basa sullo stesso principio di base dello sfregamento ma viene attuata con mezzi diversi e con una maggiore sofisticazione. Consiste nel raschiare via mediante una spatola o un altro strumento uno strato di colore fresco, ad esempio a olio, lasciando affiorare il sottostante colore di fondo.
Il raschiamento, come nella tecnica base, avviene sempre previa sovrapposizione a una superficie scabra, i risultati ottenuti sono però più pittorici e materici.
Questa tecnica viene chiamata grattage, dal francese grattamento.

## Galleria d'immagini

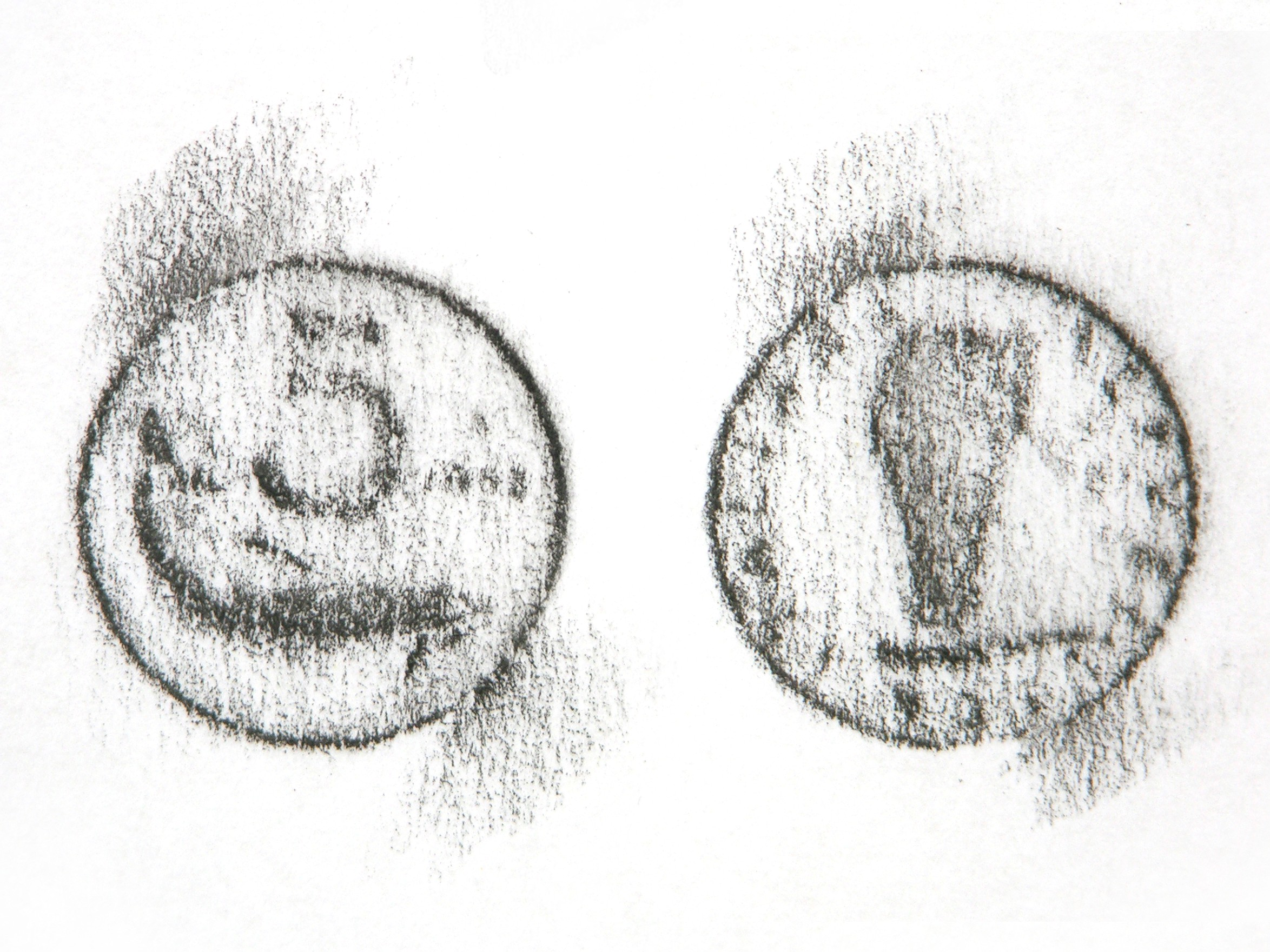
Frottage di una moneta, matita 6B su carta
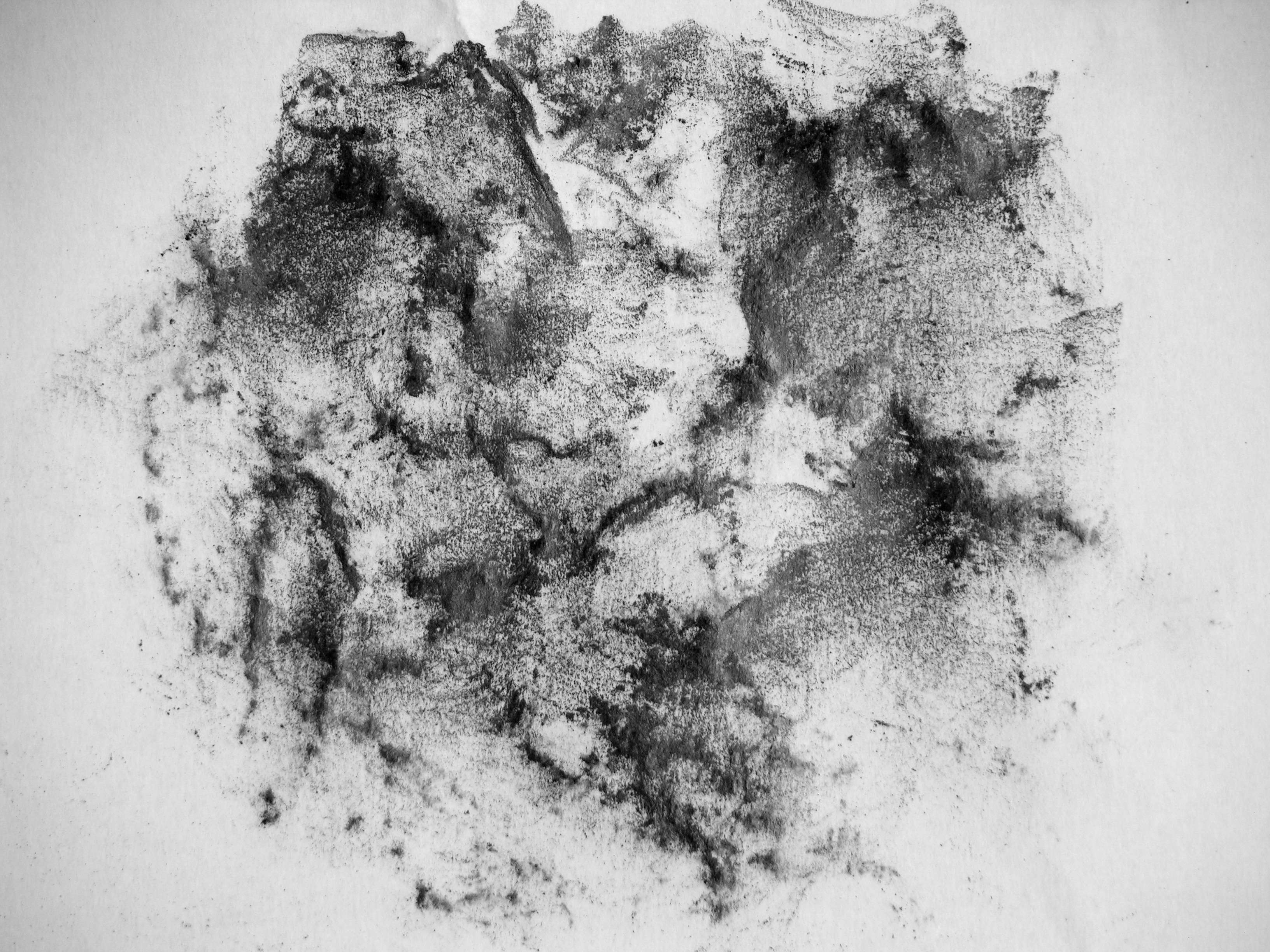
Frottage di una pietra, matita 6B su carta
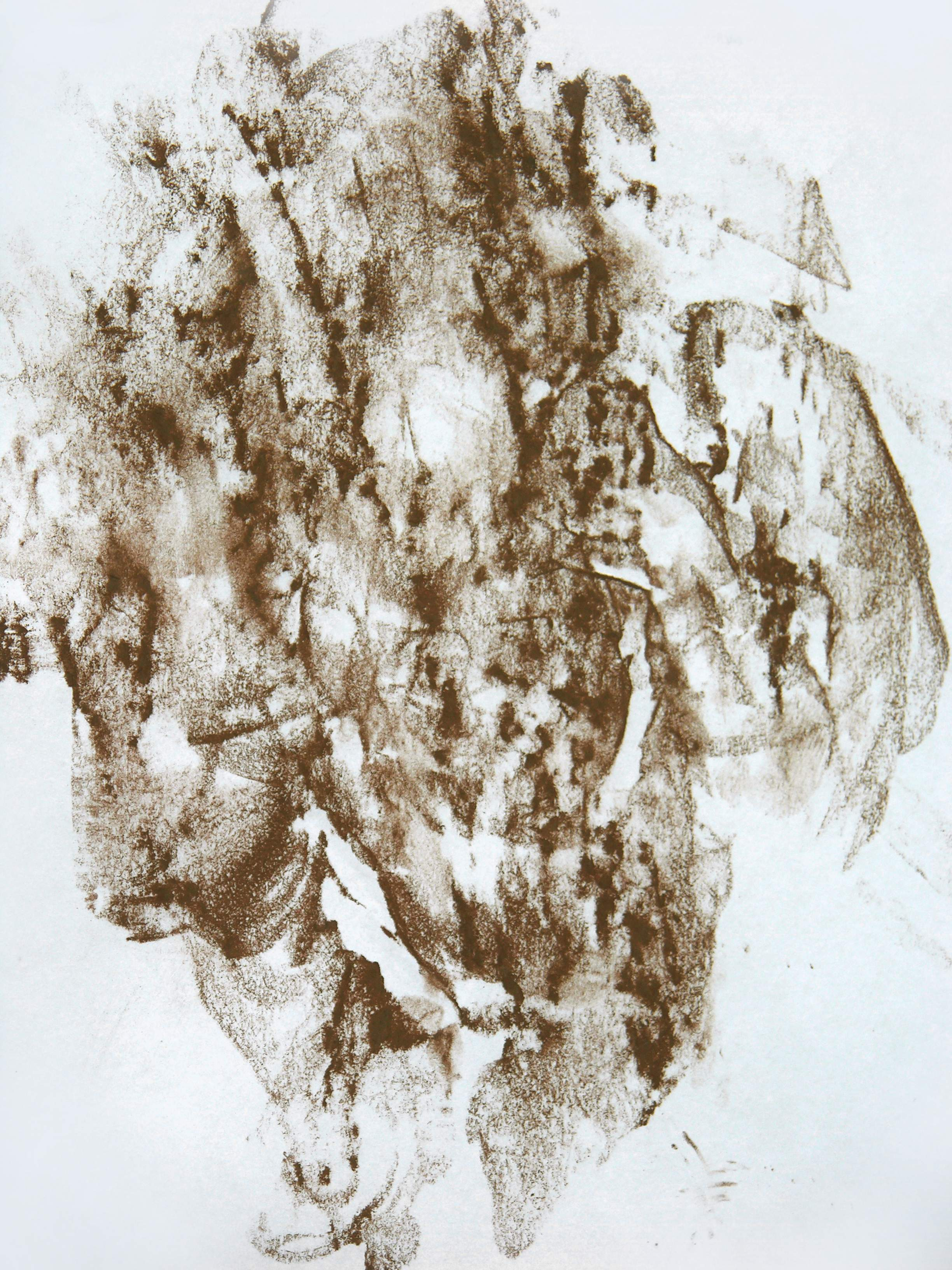
Frottage di una corteccia, pastello su carta